# レキマ・ナサミラ
レキマ・ナサミラ（Lekima Nasamira、1998年12月27日 - ）は、ジャパンラグビーリーグワン横浜キヤノンイーグルスに所属するラグビーユニオン選手。

## プロフィール
- フィジーラウトカ出身。
- ポジションはロック(LO)、フランカー(FL)、ナンバーエイト(No8)。
- 身長 190 cm、体重 125 kg
- ニックネームはlex。

## 来歴
2019年、ラトゥ・ナヴラ・セカンドリー高校卒業後、東海大学に入る。
2023年、東海大学卒業後、横浜キヤノンイーグルスに加入。同年12月23日に行われたJAPAN RUGBY LEAGUE ONE第3節花園近鉄ライナーズ戦にて途中出場で日本での公式戦初出場を果たした。